# Колесников, Иван Михайлович (генерал)
Иван Михайлович Колесников (15 января 1905 года, город Ахтырка, ныне Сумская область — 16 мая 1975 года, Харьков) — советский военный деятель, Генерал-майор танковых войск (1945 год).

## Начальная биография
Иван Михайлович Колесников родился 15 января 1905 года в Ахтырке ныне Сумской области.

## Военная служба

### Гражданская война
В июне 1920 года был призван в ряды РККА и направлен красноармейцем в Ахтырский коммунистический батальон, после чего принимал участие в боевых действиях против повстанцев на Украине.

### Межвоенное время
В сентябре 1921 года был направлен в 6-ю Чугуевскую пехотную школу, в сентябре 1922 года преобразованную в 6-ю Харьковскую. После окончания школы с сентября 1924 года служил в 8-м Кавказском стрелковом полку на должностях командира взвода, временно исполняющего должность командира роты, командира и политрук роты, временно исполняющего должность командира батальона, помощника начальника штаба полка.
В мае 1932 года был направлен на учёбу на московские курсы усовершенствования командного состава механизированных войск и в сентябре того же года был назначен на должность преподавателя тактики Ульяновской бронетанковой Краснознаменной школы.
В декабре 1934 года был направлен на учёбу на подготовительное отделение Военной академии механизации и моторизации РККА, после окончания которого с июля 1935 года служил в 4-й механизированной бригаде (Белорусский военный округ) на должности начальника штаба и командира танкового батальона, помощника начальника штаба бригады.
В июле 1939 года был направлен на учёбу в Военную академию имени М. В. Фрунзе.

### Великая Отечественная война
В июле 1941 года Колесников был назначен на должность начальника отдела снабжения горючим 32-й армии, в октябре того же года — на должность начальника штаба, затем — на должность заместителя командира 2-й гвардейской танковой бригады, в июле 1942 года — на должность командира 186-й танковой бригады, в феврале 1943 года — на должность начальника штаба 18-го танкового корпуса, а в марте — на должность командира 110-й танковой бригады. 110-я танковая бригада под командованием принимала участие в ходе Курской битвы, а также в Кировоградской и Корсунь-Шевченковской операциях.
8 марта 1944 года был назначен на должность заместителя командира 18-го танкового корпуса, который принимал участие в ходе Ясско-Кишиневской наступательной операции, а в январе 1945 года — на должность командира 5-го танкового корпуса.

### Послевоенная карьера
После окончания войны Колесников продолжил командовать корпусом, который в июне 1945 года был преобразован в 5-ю танковую Двинскую дивизию.
В марте 1947 года был назначен на должность заместителя командира 16-го гвардейского стрелкового корпуса по бронетанковому вооружению.
В июне 1948 года Колесников был направлен на учёбу на высшие академические курсы при Высшей военной академии имени К. Е. Ворошилова, по окончании которых в мае 1949 года был назначен на должность командира 24-й механизированной дивизии, в июле 1950 года — заместитель командира по бронетанковым и механизированным войскам 34-го гвардейского стрелкового корпуса (Прикарпатский военный округ), в феврале 1952 года — на должность начальника штаба — первого заместителя командующего по бронетанковым и механизированным войскам Закавказского военного округа, а в сентябре 1953 года — на должность начальника военной кафедры Харьковского политехнического института.
Генерал-майор танковых войск Иван Михайлович Колесников в марте 1961 года вышел в запас. Умер 16 мая 1975 года в Харькове.

## Награды
- Орден Ленина;
- Четыре ордена Красного Знамени;
- Орден Суворова 2 и 3 степени;
- Медали[1];

- Иностранная медаль.

## Память
- На могиле установлен надгробный памятник.
- Имя воина увековечено в Главном Храме Вооружённых сил России и на мемориале «Дорога памяти»[2].